# 威廉·安德斯

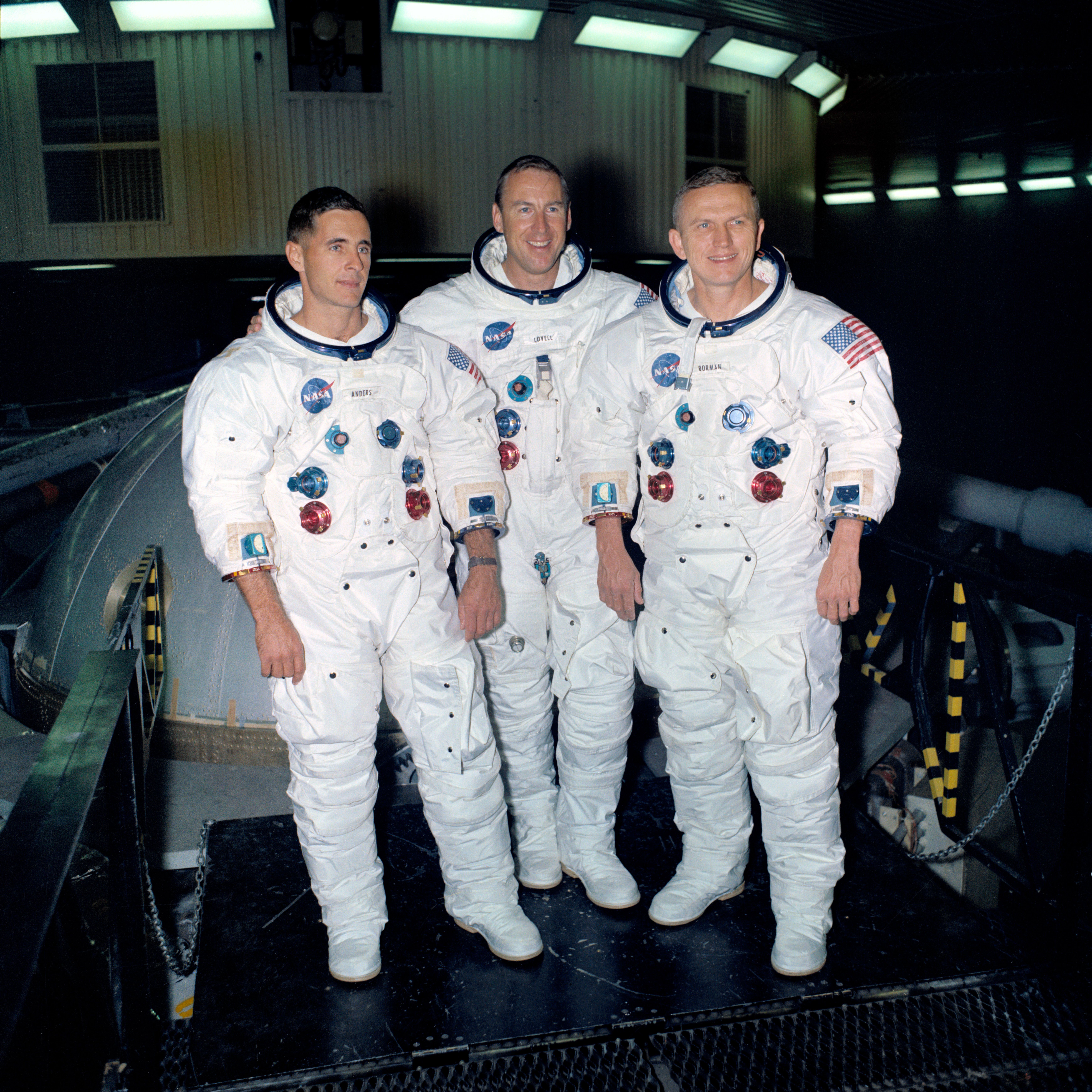
阿波罗8号太空人。左起：安德斯、詹姆斯·洛威尔、弗兰克·博尔曼.

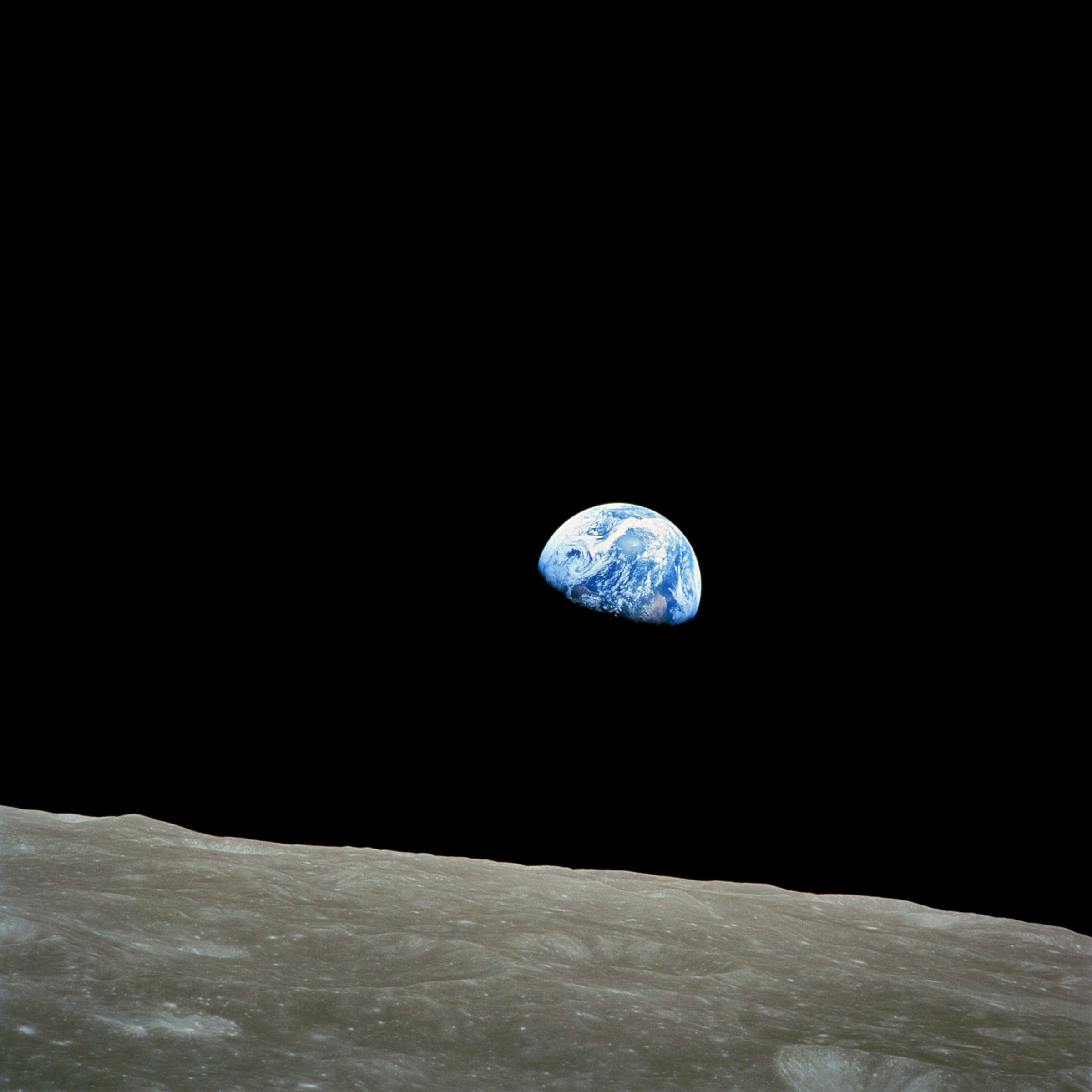
安德斯於1968年12月24日拍攝《地出》照片.

威廉·艾利森·安德斯（英語：William Alison Anders，1933年10月17日—2024年6月7日），是美國空軍（USAF）少將、電氣工程師、核子工程師、美国国家航空航天局的太空人和商人。1968年12月，他成為阿波羅8號太空人的一員，這是首批離開近地軌道前往月球的三人。他與其他太空人弗兰克·博尔曼、詹姆斯·洛威尔一起繞月球十圈。任务期间，由于正赶上基督教圣诞节，安德斯带领其他宇航员一同朗读了圣经创世记的部分内容，引发争议。在一次月球軌道飛行中，他拍攝了標誌性的 《地出》照片。

## 生平
威廉·艾莉森·安德斯於1933年10月17日出生於英屬香港，1955年畢業於美國海軍學院，安德斯加入美國空軍後，隔年獲得戰鬥機飛行員資格。他希望透過美國空軍技術學院（AFIT）學習航空工程，但飛機核推進計畫正在進行中，他必須轉而學習核子工程。 1962年，他從美國空軍技術學院畢業，獲得核子工程理學碩士學位，並被派往美国空军研究实验室，負責管理美國空軍核反应堆計畫的技術方面。安德斯於1963年6月參加美國太空總署的太空人遴選，於同年10月入選成為該署的第三組太空人。1969年12月22日，安德斯成為阿波羅8號太空人的一員，飛往月球進行繞月飛行，這是首批離開近地軌道前往月球的三人，安德斯在太空船執行任務期間拍攝了著名照片《地出》。安德斯在太空總署任職時也是双子座11号任務和阿波罗11号任務替补宇航员。
隨著阿波羅計劃即將結束，安德斯獲委派到新職位，於1969至1973年間擔任美國國家航空暨太空委員會執行秘書；1973年至1975年，擔任美国原子能委员会委員；1975年至1976年，擔任美国核能管理委员会主席。除了工作和服兵役之外，他還在1976年至1977年期間擔任杰拉尔德·福特總統的美國駐挪威大使。1977年9月，他加入通用電氣（GE），擔任核子產品部門副總裁兼總經理，並於1980年成為GE飛機設備部門總經理。他離開通用電氣，加入德事隆，擔任航空航太執行副總裁，兩年後成為負責營運的高階執行副總裁。在擔任公務員期間，他仍然是美國空軍預備役軍官，並保留了現役飛行身分。1988年，他以少將身分從預備役退役。他於1993年辭去執行長職務，並於1994年辭去董事長職務。
2024年6月7日，90歲的安德斯單獨駕駛他的老式T-34教練機飛越華盛頓州聖胡安群島時，飛行途中墜入普吉特海灣。當天晚些時候，在美国海岸警卫队和聖胡安縣治安部門的搜尋下撈起一具遺體，並由安德斯的兒子確認遺體的身份是安德斯本人。

## 外部連結
- （英文）美國宇航局的傳記 （页面存档备份，存于）
- （英文）C-SPAN內的頁面（英文）
- （英文）威廉·安德斯在互联网电影资料库（IMDb）上的資料（英文）
- （英文）威廉·安德斯的Discogs页面（英文）

| 前任者： Thomas Ryan Byrne | 美国驻挪威大使 1976年–1977年 | 繼任者： Louis A. Lerner |